# Niccolò Rodolico

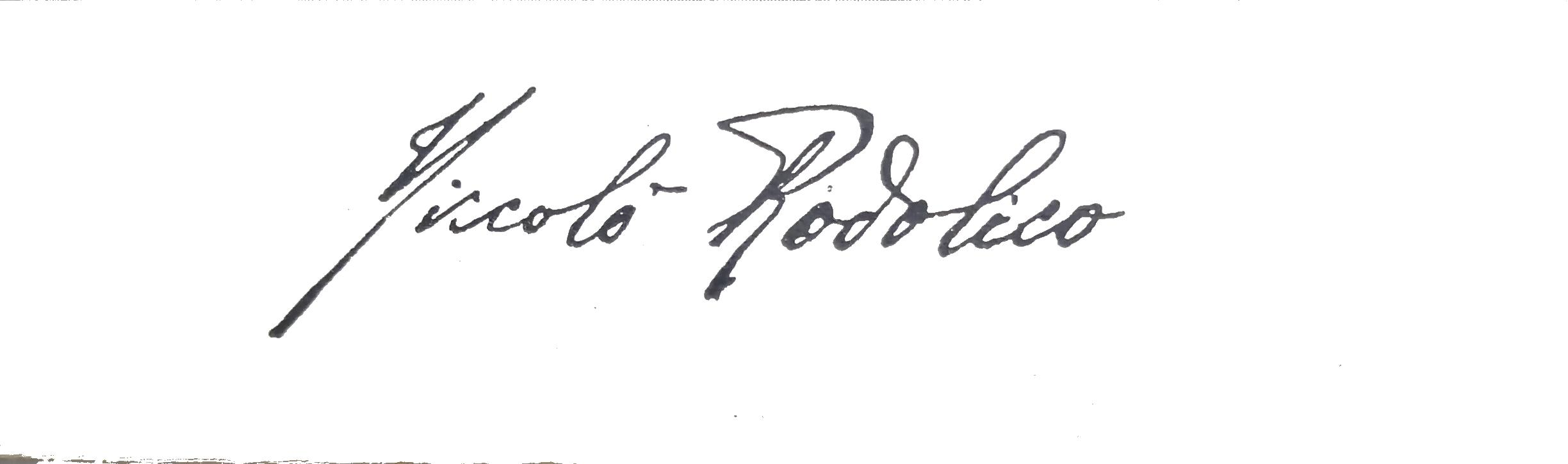
Firma di Niccolò Rodolico

Niccolò Rodolico (Trapani, 14 marzo 1873 – Firenze, 19 novembre 1969) è stato uno storico e scrittore italiano.

## Biografia
Nacque a Trapani nel 1873 da Francesco e Antonia Piombo. Il padre aveva preso parte ai moti del 1848 e, nel 1860, dopo essere entrato nelle bande insurrezionali, fu inquadrato nei corpi garibaldini.

Niccolò manifestò un interesse precoce per la storia. Frequentò la Biblioteca Fardelliana, dove redasse i regesti di alcuni manoscritti riguardanti la storia di Trapani. Nella sua città natale studiò presso il Liceo Ximenes, dove fu compagno di Giovanni Gentile. Si iscrisse all'Università di Bologna dove fu allievo di Giosuè Carducci, che lo incoraggiò a proseguire gli studi storici. 
(Niccolò Rodolico, Saggi di storia medievale e moderna)
Conseguita nel 1896 la laurea in storia medievale, sotto la guida di Pio Carlo Falletti, si trasferì nello stesso anno a Firenze, avendo ottenuto una borsa di studio all'Istituto superiore di perfezionamento. Nella città toscana trovò un ambiente culturale stimolante e strinse amicizia con altri giovani intellettuali, come Cesare Battisti, Giovanni Gentile e Gaetano Salvemini. Dedicò il suo primo libro al Tumulto dei Ciompi, alla formazione delle signorie e ai conflitti sociali della Firenze medievale. Insieme a Gaetano Salvemini, ugualmente allievo di Carducci, contribuì al rinnovamento della storiografia, introducendo in Italia un metodo di studio basato sui documenti e sull'apporto interdisciplinare, in particolare quello economico-giuridico. Nel 1947 divenne socio dell'Accademia dei Lincei. Nel dopoguerra si candidò con il blocco monarchico all'Assemblea Costituente a Firenze.
Sposatosi a Venezia, nel maggio 1904, con Bice Burgarella, ebbe tre figli: Antonino (biologo, scomparso a 21 anni nel 1932), Leonardo ingegnere in Firenze e Francesco Rodolico. Nel luglio 1941 si risposò a Villabassa, in Alta Pusteria, con Leonilda Ravenna.
Morì a Fiesole il 19 novembre 1969.

### L'attività di storico
Nel 1908 vinse il concorso per la cattedra di storia presso l'Istituto superiore di magistero di Firenze.
Tra il 1915 e il 1925 i suoi interessi si indirizzano dal Medioevo alla storia moderna e risorgimentale; scrisse, infatti, Il popolo agli inizi del Risorgimento nell'Italia meridionale, uno dei suoi libri più importanti.
Dopo essere stato professore di liceo, ebbe accesso, non più giovanissimo, alla cattedra universitaria: dal 1920 fu professore di storia moderna presso l'Università di Messina, per poi subentrare a Gaetano Salvemini, costretto ad espatriare perché antifascista, come ordinario della stessa disciplina alla Facoltà di lettere dell'Università degli Studi di Firenze. In seguito sostituì Siotto Pintor, ottenendo la cattedra di storia dei trattati e della politica internazionale all'Istituto Cesare Alfieri, sempre a Firenze.

#### I volumi su Carlo Alberto
Nel 1931 fu pubblicato Carlo Alberto principe di Carignano, primo di tre volumi di ricostruzione della personalità albertina, a cui seguirono Carlo Alberto negli anni di regno 1831-1843 (1936) e Carlo Alberto negli anni 1843-1849 (1943). Rodolico, con quest'opera, volle analizzare la figura di Carlo Alberto considerandolo come uno dei protagonisti del Risorgimento Italiano e insistendo maggiormente sugli aspetti positivi del personaggio. I tre volumi mettono in evidenza il metodo di lavoro di Rodolico, contraddistinto da un grande scrupolo scientifico e da una minuziosa elaborazione del materiale documentario. La loro uscita suscitò aspre reazioni in storici di diversa impostazione metodologica come Omodeo e Salvatorelli. Per questo studio, Umberto II, dall'esilio, lo nominò, per meriti scientifici, membro della Consulta dei Senatori del Regno e gli attribuì l'Ordine civile di Savoia, la più alta onorificenza civile sabauda.

#### I Ciompi
Nel 1945 tornò agli studi medievali sulle classi popolari fiorentine, a cui già aveva dedicato Il popolo minuto (1899) e La democrazia fiorentina al suo tramonto (1905), con la monografia I Ciompi. La sollevazione popolare dei Ciompi, secondo lui, doveva essere inquadrata in una lotta tra democrazia e oligarchia, nel contesto dello sviluppo industriale della Firenze del Trecento e della costituzione di un proletariato urbano e di una coscienza operaia. Indicava come prova di tale tesi il "programma politico ed economico che gli operai formularono nelle petizioni presentate al Governo del Comune nel luglio 1378".
Per la ricostruzione storica studiò, tra gli altri documenti, le "ricordanze familiari", piccoli registri delle spese e dei guadagni, grazie ai quali emergeva come generazioni di mercanti erano divenuti proprietari terrieri.

#### Libri per ragazzi
Scrisse due libri per ragazzi, La casetta rossa e I tre sciuscià, che avevano al centro episodi accaduti a Firenze durante la guerra e nel dopoguerra.

## Attività culturali

### Collaboratore di periodici
Per tutta la sua vita scrisse su periodici. La sua scrittura giornalistica era caratterizzata da un uso colloquiale della lingua. Nel giugno del 1910 iniziò a collaborare con la rivista letteraria Il Marzocco, settimanale fiorentino fondato dai fratelli Angelo e ed Adolfo Orvieto. Collaborò anche con La Nazione di Firenze.

### Vice presidente del Consiglio superiore degli archivi di stato
Dopo la laurea a Bologna, trovandosi a Firenze, decise di perfezionarsi in archivistica, studiando con Cesare Paoli all'Istituto di studi superiori di Firenze. Nel 1936 entrò nel Consiglio superiore degli archivi di stato, organo consultivo dell'amministrazione degli archivi, diventandone, nel 1955, vicepresidente (il presidente era, per legge, il Ministro dell'interno). Ricoprì la carica fino alla morte, contribuendo a potenziare l'organizzazione di questo settore. Fu membro della Commissione per la pubblicazione dei carteggi cavouriani.

### Presidente della Deputazione di storia patria per la Toscana
Assunse il ruolo di presidente della Deputazione di storia patria nel 1935, insieme con la direzione della rivista Archivio storico italiano. La carica si trasformò nel dopoguerra in quella di commissario. La Deputazione, istituita a Firenze nel 1862, aveva avuto il compito di stimolare e coordinare gli studi storici in Toscana e in parte dell'Italia centrale. Negli anni del fascismo gli studi di storia locale e, in generale, l'interesse per la ricerca documentaria avevano perso di importanza, riflettendosi negativamente sulla centralità degli archivi e le biblioteche come luoghi di ricerca. Rodolico tentò di contrastare questa tendenza, sostenendo gli scopi scientifici dell'istituzione.

#### La rivistaArchivio storico italiano
Dedicò fascicoli speciali dell'Archivio storico italiano a ricorrenze storiche di particolare rilievo e a personalità eminenti della storia fiorentina. Organizzò le celebrazioni per il centenario della rivista che cadde nel 1942 proprio durante la sua presidenza.

#### I progetti di ricerca
Riuscì a tutelare l'indipendenza della Deputazione, che accolse nel proprio archivio anche gli scritti di oppositori al regime, come Nello Rosselli e Alessandro Levi. Portò a termine la pubblicazione, rimasta incompiuta, dei protocolli del carteggio di Lorenzo Il Magnifico, affidandone la realizzazione all'archivista fiorentino Marcello Del Piazzo (poi direttore dell'Archivio di Stato di Roma), i cui Protocolli del carteggio di Lorenzo "il magnifico" per gli anni 1473-1474, 1477-1493 furono premessa del progetto integrale. Si possono annoverare tra i progetti inattuati, quello di una ricognizione dei libri di "ricordanze" del Quattrocento e quello di una ricognizione di trattati stipulati dal comune di Firenze nel Medioevo. La sua ultima raccolta fu costituita dagli Statuti dei comuni rurali toscani che lasciò in corso d'opera quando morì.

#### Biblioteca dell'Archivio storico italiano
Nel 1949 avviò, su proposta dell'Editore Olschki, una collana, ancora esistente, di studi storici da intitolare "Biblioteca dell'Archivio storico italiano" che accolse saggi di storia della Toscana.

## Pensiero politico
Rodolico non fu mai militante, né assegnò all'impegno politico un ruolo rilevante. L'unica esperienza di partecipazione attiva alla vita politica fu quella alla Costituente come capo lista fiorentino del blocco monarchico. Tuttavia, da giovane, il suo orientamento all'approccio storico, perfezionato sotto la guida di Pasquale Villari, lo portò, al pari di molti suoi coetanei, ad essere attratto dal socialismo e dalla ricerca delle soluzioni ai problemi politici e sociali. Tuttavia il sentimento religioso e i valori liberali e patriottici ricevuti in eredità dal padre garibaldino limitarono l'influenza della dottrina marxista.
((Niccolò Rodolico, La mia giornata di lavoro,(1968), pp. 5-21))
Anche la frequentazione dell'ateneo bolognese rafforzò in lui sentimenti patriottici in un clima di entusiasmo post-risorgimentale, che lo portò ad appoggiare la causa monarchica, individuando nei Savoia gli attori principali dell'affermazione della libertà e dell'indipendenza italiana, in linea con la tesi cara a gran parte del pensiero storiografico e della dottrina politica post-risorgimentale. Cattolico, era convinto, tuttavia, della necessaria distinzione tra finalità dello Stato e interessi della chiesa.
La sua breve adesione alla Democrazia Cristiana terminò nel dopoguerra, quando abbandonò questa forza politica in segno di fedeltà alla sua convinzione monarchica.
Manifestò un certo consenso per il fascismo, soprattutto dopo la firma dei Patti Lateranensi, ma non ebbe mai un ruolo attivo, né approvò le azioni squadriste e violente. Nel 1943, dopo la caduta del fascismo, scrisse "Colloquio con me stesso", un diario autocritico in cui analizzava le sue reazione di fronte agli avvenimenti politici italiani. Poneva l'accento, in modo particolare, sulla "corruzione" che il fascismo aveva imposto nel mondo universitario.

## Intitolazioni
A Firenze gli sono stati intitolati un liceo di indirizzo scientifico e linguistico e una piazza.

## Archivio e biblioteca personali
Dopo aver ottenuto l'autorizzazione dal Ministero della Pubblica Istruzione, Leona Rodolico Ravenna, moglie di Niccolò, affidò la biblioteca e l'archivio del marito alla Biblioteca Riccardiana di Firenze, con il fine di conservare e, allo stesso tempo, mettere a disposizione degli studiosi tutte le opere, il carteggio e ogni altro documento che avesse a che fare con la carriera del marito.

## Opere
La bibliografia di Niccolò Rodolico è vastissima. La moglie, Leona Ravenna Rodolico, ha raccolto ben 802 titoli nella sua "Bibliografia di un fannullone" in Niccolò Rodolico uomo e storico.
Fra le opere più importanti ricordiamo:
- Siciliani nello Studio di Bologna nel Medio Evo, Niccolò Rodolico, Palermo, Tip. "Lo Statuto", 1895, OCLC 380273181.
- Dal Comune alla Signoria. Saggio sul governo di Taddeo Pepoli in Bologna, Niccolò Rodolico, Forni, 1898.
- Il popolo minuto. Note di storia fiorentina 1343-1378, Niccolò Rodolico, Nicola Zanichelli, Bologna, 1899.
- La democrazia fiorentina nel suo tramonto 1378-1382, Niccolò Rodolico, Zanichelli, 1905.
- Stato e Chiesa in Toscana durante la reggenza lorenese, 1737-1765, Niccolò Rodolico, F. Le Monnier, 1972.
- La storia d'Italia: narrata ai soldati d'Italia del 1916, Niccolò Rodolico, Bemporad & figlio, 1916.
- Gli amici e i tempi di Scipione dei Ricci: saggio sul giansenismo italiano, Niccolò Rodolico, Le Monnier, 1920.
- Il popolo agli inizi del risorgimento nell'Italia meridionale 1798-1801, Niccolò Rodolico, Le Monnier, 1969.
- Carlo Alberto, principe de Carignano, Niccolò Rodolico, F. Le Monnier, 1931.
- Carlo Alberto: Negli anni di regno, 1831-1843, Niccolò Rodolico, F. Le Monnier, 1936.
- Carlo Alberto negli anni 1843-1849, Niccolò Rodolico, Firenze, F. Le Monnier, 1943.
- Libro azzurro sul "referendum" 1946, Niccolò Rodolico, in collaborazione con Vittorio Prunas-Tola, Superga, 1953.
- Storia degli Italiani, Niccolò Rodolico, Sansoni, Firenze, 1964.
- Niccolò Rodolico, e Giuseppe Marchini, I Palazzi del popolo nei comuni toscani del Medio Evo, a cura di Giuseppe Marchini, Cassa di Risparmio, 1962.
- Il Risorgimento vive, Gaetano Falzone, Niccolò Rodolico, Flaccovio, 1962.
- Storia del Parlamento italiano, Niccolò Rodolico, Flaccovio, 1963.
- Saggi di storia medievale e moderna, Niccolo Rodolico, Firenze, F. Le Monnier, 1963.